# Quan hệ Việt Nam – Liên minh châu Âu
Quan hệ ngoại giao Liên minh châu Âu (EU)-Việt Nam chính thức thiết lập vào ngày 28-11-1990. Cơ quan đại điện ngoại giao của EU - Phái đoàn Đại diện thường trực tại Việt Nam- được thành lập tại Hà Nội vào năm 1996. Phạm vi hợp tác song phương trải rộng khắp các lĩnh vực, từ các vấn đề chính trị, các thách thức mang tính toàn cầu tới kinh tế, thương mại đầu tư và phát triển. EU qua đó đã đóng góp tích cực vào quá trình phát triển kinh tế - xã hội và hội nhập kinh tế quốc tế của Việt Nam.,

## Quá trình phát triển hợp tác
- 1990: Việt Nam và Cộng đồng châu Âu chính thức thiết lập quan hệ ngoại giao
- 1992: Việt Nam và Cộng đồng châu Âu ký Hiệp định dệt may.
- 1995: Việt Nam và Cộng đồng châu Âu ký Hiệp định Khung Hợp tác Việt Nam - EC.

Hiệp định cụ thể hóa 4 mục tiêu: I) đảm bảo các điều kiện và thúc đẩy sự phát triển của thương mại – đầu tư song phương, II) hỗ trợ sự phát triển bền vững nền kinh tế Việt Nam, III) tăng cường hợp tác kinh tế, trong đó có bao gồm việc hỗ trợ những nỗ lực của Việt Nam nhằm hướng tới nền kinh tế thị trường, và IV) hỗ trợ Việt Nam trong công tác bảo vệ môi trường và quản trị bền vững các nguồn tài nguyên thiên nhiên.
- 1996: Ủy ban châu Âu thành lập Phái đoàn Đại diện thường trực tại Việt Nam.
- 1997: Việt Nam tham gia Hiệp định hợp tác ASEAN – EU.
- 2003: Việt Nam và EU chính thức tiến hành đối thoại nhân quyền.
- 2004: Hội nghị Cấp cao Việt Nam - EU lần thứ I tại Hà Nội.
- 2005: Việt Nam thông qua Đề án tổng thể và Chương trình hành động đến 2010 và định hướng tới 2015 về quan hệ Việt Nam - EU
- 2007: Tuyên bố chính thức khởi động đàm phán Hiệp định Đối tác và Hợp tác toàn diện Việt Nam - EU (PCA).
- 2008: Đàm phán Hiệp định PCA Việt Nam - EU
- 2010: Ký tắt Hiệp định PCA Việt Nam - EU.[2]

Tháng 6 năm 2012, Hiệp Định Đối Tác và Hợp Tác Toàn Diện EU-Việt Nam (PCA), được ký kết, thể hiện cam kết của Liên minh châu Âu trong việc tiến tới mối quan hệ hiện đại, trên diện rộng và cùng có lợi với Việt Nam. Hiệp định PCA mở rộng hơn nữa phạm vi hợp tác EU-Việt Nam trên các lĩnh vực như thương mại, môi trường, năng lượng, khoa học và kỹ thuật, quản trị công hiệu quả, cũng như du lịch, văn hóa, di cư và cuộc chiến chống tham nhũng và tội phạm có tổ chức.

## Hợp tác phát triển (ODA)
Hiện EU là nhà tài trợ song phương lớn thứ hai về ODA và là nhà cung cấp viện trợ không hoàn lại lớn nhất cho Việt Nam với tổng ODA cam kết trong giai đoạn 1996-2010 là hơn 11 tỷ USD, góp phần tích cực vào quá trình phát triển kinh tế xã hội của Việt Nam. EU cam kết khoảng 1,01 tỷ USD cho năm 2012, tương đương 13,24% tổng cam kết viện trợ nước ngoài. Tài trợ không hoàn lại chiếm 32,5% (khoảng 324,05 triệu USD) .
1. 1 2  Mối quan hệ kinh tế & chính trị Lưu trữ ngày 30 tháng 9 năm 2015 tại Wayback Machine, eeas
2. 1 2 3  Quan hệ với các tổ chức quốc tế LIÊN MINH CHÂU ÂU (EU), chinhphu